# Kostel svatého Jiljí (Platěnice)
Kostel svatého Jiljí se nalézá ve vesnici Platěnice, místní části obce Moravany v okrese Pardubice. Je chráněn jako kulturní památka. Národní památkový ústav tento barokní kostel uvádí v katalogu památek pod rejstříkovým číslem ÚSKP 38656/6-5202.

## Historie kostela
První písemná zmínka o zdejším kostele pochází z roku 1350, kdy byl kostel jmenován mezi plebániemi odstoupenými k biskupství litomyšlskému. Roku 1615 se uvádí jako filiální do Rovně. Podle soupisu kostelů z roku 1677 byl dřevěný s krásně malovaným stropem a kruchtou, ve vybavení měl stříbrný kalich a tři zvony. Současný kostel byl zbudován na místě staršího dřevěného kostela roku 1748 podle plánů architekta Tomáš Haffeneckera. Upraven byl v 19. století. V roce 2018 je kostel filiálním kostelem římskokatolické farnosti Horní Roveň.

## Popis kostela
Barokní kostel svatého Jiljí je zděný, orientovaný. Fasády člení omítaný sokl, nevýrazně profilovaná římsa a lizény v okosených nárožích. Skládá se z presbytáře o rozměrech 6,4 x 4,0 m, čtyřhranné lodi o rozměrech 7,0 x 8,6 m s valenou klenbou, dále z jehlancové věže, pod níž je kruchta. V průčelí je čtyřhranná předsíň. Sakristie měří 2,80 m délky a 2 m šířky. Kostelní loď i presbytář osvětlují po obou stranách dvě okna s půlkruhovým zakončením.

## Vybavení kostela
Hlavní oltář má dřevěnou mensu, mramorově malovanou, uprostřed s dřevěným rokokovým sanktuářem, nad nímž je umístěn obraz sv. Salvatora chrudimského o rozměrech 2,50 x 1,80 m. Po stranách jsou obelisky s hlavami andělů a nad nimi postavy okřídlených, klanících se andělů. Na zadní straně je nápis v latinské majuskuli: SSTAFFIROVAN GEST WOLTARZ TENTO W LETU PANIE 1780E ZACZATEG DNE l 7HO GULI A DOSSTAFFIROWAN GEST W LETU 1781 DNE 24HO MARCI OD PANA MATESA PIRI SSTAFFIRA A SPOLU MALIRZE STLECHLOWICZ.
Za oltářní mensou na zdi se nalézají dva mramorové korintské sloupy s anděly. Uprostřed je obraz klečícího sv. Jiljí. Před ním je koruna a laň šípem prostřelená. V oblacích je Panna Marie s Ježíškem. Obraz o rozměrech 3,0 x 1,80 m je signován chrudimským malířem Josefem Ceregettim. 
Po stranách oltáře je vpravo umístěna socha sv. Vojtěcha a vlevo sv. Prokopa, šlapajícího na čerta. Obě sochy mají rozměry 2,20 x 0,80 m a jsou dílem zdejšího rodáka - sochaře Jakuba Teplého. 
Boční oltář stojící napravo od hlavního oltáře je zdoben dřevořezbou, znázorňující Krista, jenž přijímá bohabojného mládence. Nad ním je dřevěný krucifix z 2. poloviny 19. století.
Dřevěná kazatelna pochází z druhé poloviny 19. století, je iluzivně vymalovaná jako mramorovaná, se zlacenými náměty. Na spodní části jsou bíle malované hlavy vola a lva. Na plášti kazatelny je zlacená kartuše s dobrým pastýřem. Na příklopu jsou další znamení evangelistů: orel a anděl a postava znázorňující víru, nad níž je umístěno Desatero. 
V rozích kostelní lodi se nalézají dva vysoké obelisky, 3 m vysoké a 1,50 m široké pocházející z 2. poloviny 18. století.
Kruchta je novodobá z 2. poloviny 19. století. Na jejím pažení jsou umístěny tři dřevěné vyřezávané kartuše s náměty posledního soudu pocházející ze staré kruchty, pravděpodobně rovněž dílo Jakuba Teplého.
Do sakristie vedou dubové dveře s pěkným, tepaným skříňovým zámkem pocházejícím z 18. století.
Na věži jsou tři zvony:
- První o průměru 0,93 m a výšce  0,69 m má u čepce ornamentální vlys a nápis ve velké latinské majuskuli: PSAL. 14 1. DOMINE AD TE CLAMO. PROPERA AD ME, PERCIPE VOCEM MEAM CUM TE lNVOCAVERO. ANNO DOMINI 1658. Pod nápisem je akantový vlys. Poté následuje nápis v řádcích bez obruby v latinské majuskuli:

LETA PANE MDCLVIII TENTO
ZWON GEST SLITI KE CZTI A CHWALE BÓBA WSSE
MOHOUCZYHO A SWATEHO GOTHARDA K ZADUSSI
PLATENSKIMU ZA SPRAWI URO: A STATECZ. P.
JANA HOGENA Z SSWORCZPACHU, S. HEJTMANA
PAN. PARDUB. P. GAKUBA GEŽKA PURKRABIHO P.
GANA ZlEHNORSKÉHO, SIROTCZIHO P. ANTONÍNA
RULIKOWSKEHO VZADU BRATRZI MENSSICH KONVENT. KLASS.
BLAH PANNY MARYE
MIESTA PARDUB. NAD LABEM QUARDIANA TOHO CZASU FARARZE ROVENSKIHO.
Na druhé straně zvonu je umístěn reliéf Ukřižovaného mezi Marií a Janem. Pod ním je napsáno gotickou minuskulí: Martinus Schreter me fecit.
- Druhý o průměru  0,79 cm, výška 0,61 cm. Zvon má štíhlý tvar, ozdobná ucha s gotickými listami. Nápis kolem koruny je dvouřádkový, psaný v gotické minuskuli: letha boziho tisíczeho cztyrsteho devadesateho iii ke cti a chwale bozi a swat. gilgi do platenicz.
- Třetí o průměru 0,72 m, výška 0,53 m má na sobě nápis v latinské majuskuli, s řádky oddělenými pruhy: WSSICHNJ NARODOWE WELEBTEZ HO LYD CHWALTE PANA BOHA. LETHA PANIE MDLXXXIIH SLYT GEST KE CZTI A CHWALE BOZI ZA SPRAWEN TIECHTO WACLAWA WLASAKA WZARCECKYHO OD ELYASSA V HRADCZY NAD LABEM

## Galerie

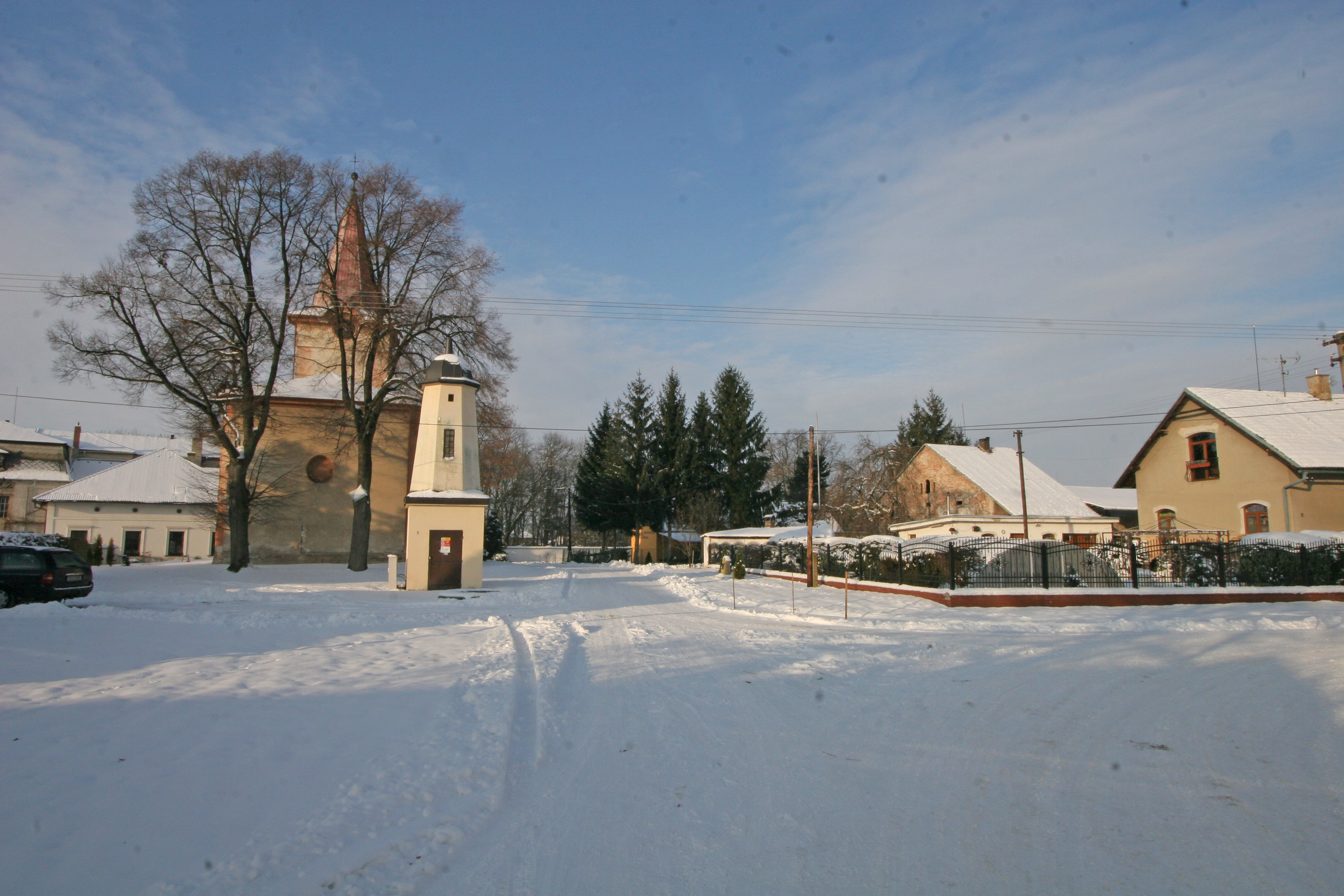
pohled na kostel svatého Jiljí v Platěnicích
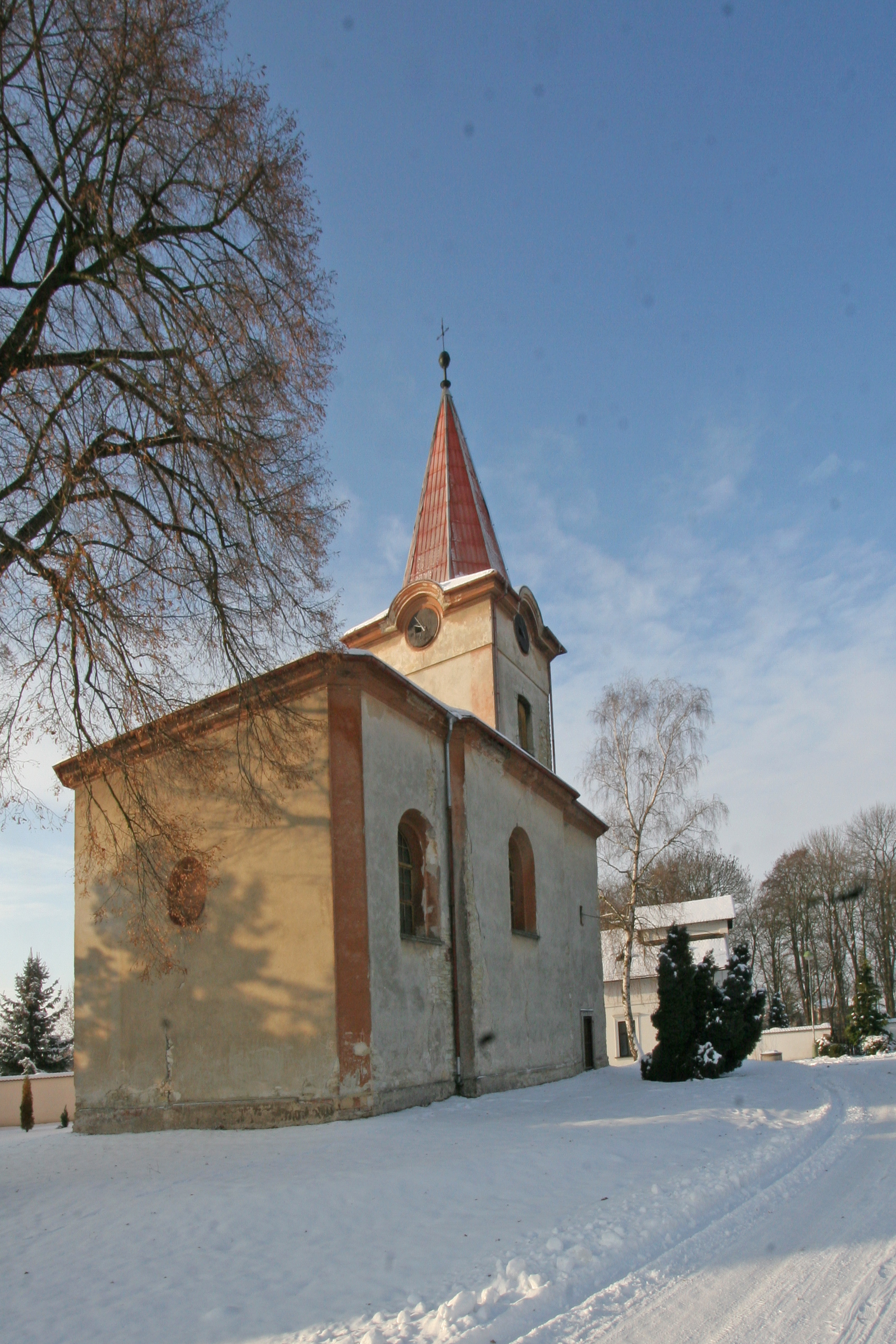
pohled na kostel svatého Jiljí v Platěnicích